# Heather Mitchell
Heather Mitchell (ur. w 1958) – australijska aktorka filmowa.

## Życiorys
Uczęszczała do Camden High School w Camden NSW pomiędzy 1971 a 1976.
Najbardziej znana z roli Ashki w australijsko-polskiej produkcji Spellbinder (Dwa światy i W krainie Władcy Smoków). Wystąpiła w obu sezonach razem z Rafałem Zwierz, który grał rolę Gryvona. Serial był jednym z najpopularniejszych filmów fantasy dla młodzieży.
Występowała również w: Five Mile Creek, Bodyline, Misja dyplomatyczna, A Country Practice i w dramacie The Day of the Roses. Najpopularniejsze filmy, w których się pojawiła: Thank God He Met Lizzie, Muriel's Wedding i Rogue. Pojawia się też w serialu The Society Murders jako Sally Wales, partneruje Georgie Parkerowi. 

## Wybrana filmografia
- 1995: Dwa światy jako Ashka[3]
- 1998: W krainie Władcy Smoków jako Ashka
- 2007: Zabójca jako Elizabeth
- 2013: Tu będzie mój dom jako Prudence Swanson